# Lápida a Ramón Pérez de Ayala
L'escultura urbana coneguda pel nom Lápida a Ramón Pérez de Ayala, ubicada al carrer Campomanes 14, a la ciutat d'Oviedo, Principat d'Astúries, Espanya, és una de les més d'un centenar que adornen els carrers de l'esmentada ciutat espanyola.
El paisatge urbà d'aquesta ciutat, es veu adornat per obres escultòriques, generalment monuments commemoratius dedicats a personatges d'especial rellevància en un primer moment, i més purament artístiques des de finals del segle xx.
L'escultura, feta de pedra, és obra de Belarmino Cabal, i està datada 1980.
La placa es va col·locar com a part dels actes de la celebració del centenari del naixement de l'escriptor, que tenia lloc l'any 1980. És per això que l'Institut d'Estudis Asturians voler honrar al literat Oviedo col·locant una làpida commemorativa a la façana de l'edifici número 14 del Carrer Campomanes, el qual ocupava en aquell moment el solar on havia estat construïda la casa natal del novel·lista.